# Каравайки (городской округ Семёновский)
Карава́йки — деревня в городском округе Семёновский. Входит в состав Тарасихинского сельсовета.

## Описание
Расположена в 4 км от административного центра сельсовета — Посёлка станции Тарасиха и 46 км от областного центра — Нижнего Новгорода.

## Население
| 2002 | 2010 |
| ---- | ---- |
| 6    | ↗8   |